# Línea 6 (Metro de Madrid)

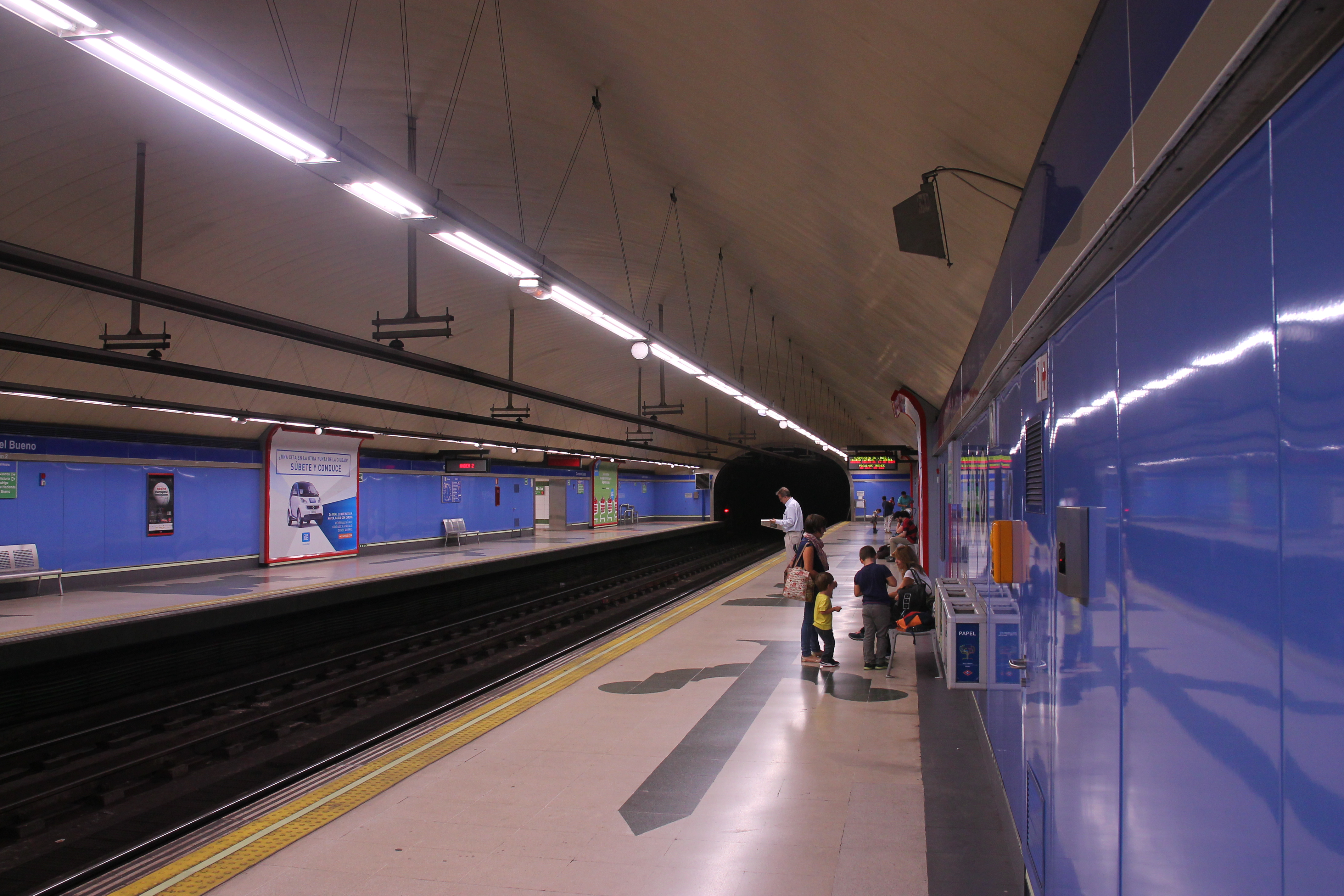
Andenes de la Línea 6 en la estación de Guzmán el Bueno.

La línea 6 es, junto a la línea 12, una de las dos líneas circulares del Metro de Madrid. Cumple la función de vertebración del sistema, facilitando los traslados entre destinos periféricos y evitando la radialidad que causaría su ausencia. Está constituida por 28 estaciones con andenes de 115 metros, unidas por 23,472 km de vías en túnel de gálibo ancho. Permite trasbordar dos veces a todas las líneas de la red (tres veces en el caso de las líneas 3 y 4) con la excepción del Ramal y de las líneas 8 y 11, que parten de la circular y no se internan en ella, y de las periféricas (como la línea 12 y las líneas de Metro Ligero).
Al construirse para permitir transbordos con otras muchas líneas y para recorrer toda la zona central de la ciudad, plagada de desniveles, es una de las primeras líneas, junto a la línea 5, que se construyó a gran profundidad, de forma que no sufriera grandes desniveles en su recorrido. Así, por ejemplo, en Cuatro Caminos se alcanza la mayor profundidad del sistema de Metro de Madrid (una profundidad de 45 metros bajo el suelo) dado que el túnel se encuentra a la misma altitud sobre el nivel del mar que por ejemplo en Príncipe Pío, su punto más superficial (donde aun así se mantiene dos pisos bajo el suelo). Esto hace que aunque la línea es de una utilidad altísima en el sistema, a veces algunos de los trasbordos sean más largos que la media en la red.
En su recorrido se encuentran algunos de los grandes intercambiadores construidos en los últimos años: Moncloa, Príncipe Pío, Plaza Elíptica y Avenida de América. Y las correspondencias con Cercanías Renfe en Nuevos Ministerios, Laguna y Méndez Álvaro, que además coincide con ser la Estación Sur de Autobuses de Madrid.

## Historia

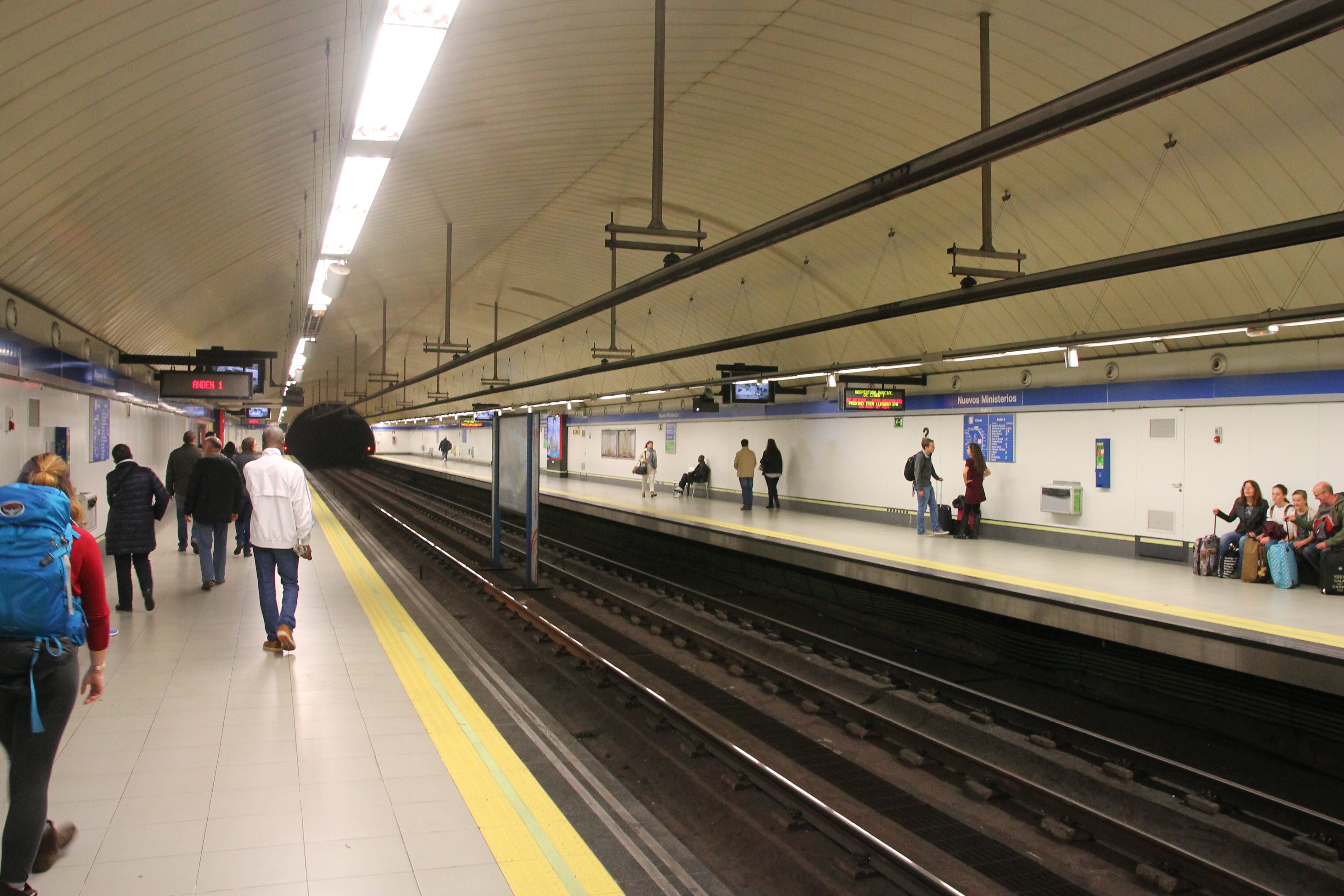
Estación de Nuevos Ministerios.

Se inauguró el 11 de octubre de 1979, con un trazado que corresponde al que actualmente es su tramo entre las estaciones de Pacífico y Cuatro Caminos pasando bajo las calles de Raimundo Fernández Villaverde, Joaquín Costa, Francisco Silvela y Doctor Esquerdo.
En un principio estaba prevista su prolongación, tras la estación de Méndez Álvaro, a la Glorieta de Santa María de la Cabeza, para continuar por la calle de Embajadores y la Ronda de Toledo, trasbordar en Puerta de Toledo, discurrir bajo la Gran Vía de San Francisco, la calle de Bailén, la Plaza de Oriente y la Plaza de España, para desde ahí continuar por la calle de Princesa, y desde la Plaza de Moncloa subir por la Avenida de los Reyes Católicos y por el Paseo de San Francisco de Sales hasta concluir en Cuatro Caminos (otras fuentes indican que desde Puerta de Toledo discurriría bajo la Ronda de Segovia, el Parque de Atenas, la Estación del Norte, y llegar a Moncloa bajo el Monte del Príncipe Pío).
En cualquier caso este proyecto fue sustituido por el que de hecho se realizó, recorriendo el sudoeste de la ciudad entre Méndez Álvaro y Plaza de España, y la Ciudad Universitaria entre Moncloa y Cuatro Caminos. Es probable que se realizara de esta manera para evitar prolongar la línea 3 a Ciudad Universitaria y llevar otras líneas al sudeste, dada la difícil situación económica de la Red en ese momento. Durante la transición y los primeros años de la democracia se construyó la primera ampliación de la línea, que la llevó tras su inauguración en 1981 a Méndez Álvaro y bajo el río junto a la estación de Legazpi, para recorrer algunos de los barrios más humildes de la capital, hasta llegar a Oporto. Dos años después, en 1983 se amplió hasta Laguna, por entonces un cerro con apenas un par de colonias y varios poblados chabolistas, cerca del cual se construyeron unas cocheras. En 1987 se puso en marcha la prolongación por su otro extremo, llevando la línea hasta la Ciudad Universitaria, y en 1995 se hacía circular, uniendo Laguna y Ciudad Universitaria.
Esta nueva ampliación se hizo pasando por la estación terminal del Ramal, que fue renombrada por Príncipe Pío y enlazada con la línea 10, y desde entonces viene viviendo un proceso de rejuvenecimiento y restauración que la ha llevado de estar semiabandonada y con un ramal en desuso, a tener conexión con dos líneas de Cercanías y tres de Metro, un Centro Comercial, e incluso en 2007 un intercambiador que da servicio de autobuses interurbanos al corredor de la Carretera de Extremadura, haciendo de este punto de la Red un centro neurálgico del transporte de la capital. El 26 de enero de 2007 se abrió al público la estación de Arganzuela-Planetario, entre las estaciones de Méndez Álvaro y Legazpi, la única adición de este tipo hasta el momento en la línea 6, y la primera ampliación desde su conclusión como circular en 1995 con el tramo Laguna-Ciudad Universitaria. No se contemplan planes de ampliaciones futuras, ni se conocen de momento posibles adiciones de nuevas estaciones.
Durante los años 2000 la línea 6 fue objeto de grandes cambios con objeto de mejorar su capacidad y mejorar sus condiciones operativas. Para ello se dotó a la línea de un sistema CBTC de señalización que ha permitido aumentar su capacidad de transporte, se remplazó la catenaria tradicional por catenaria rígida durante el verano de 2009 y se concesionó a CAF el suministro de nuevos trenes que reemplacen a cierta parte de la flota de trenes (5000 1.ª serie) existentes en el año 2011.
Como ya se ha mencionado, durante el verano del año 2009 fue cerrada por tramos para finalizar la remodelación de toda la catenaria para sustituir la catenaria colgante original por otra rígida patentada por Metro de Madrid. Las obras fueron acabadas el 14 de septiembre de 2009, reiniciándose entonces el recorrido en toda la línea 6. 
Esta línea, para intentar sustituir a la serie 5000, tuvo trenes de las series 7400 y 9400, pero dejaron de circular porque un tren de la serie 7400 descarriló el 12 de mayo de 2009 en las agujas de la estación de Moncloa, provocando su retirada de forma indefinida y volviendo a traer la serie 5000.
Desde el 20 de diciembre de 2010 circulan los nuevos trenes de la serie 8400, construidos por CAF.
Desde el 28 de junio de 2014 hasta el 28 de agosto de 2014 se realizaron trabajos de mejora entre las estaciones de Moncloa y Metropolitano (Actual estación de Vicente Aleixandre), permaneciendo cerrada la estación de Ciudad Universitaria durante ese periodo. El motivo de estas obras fue la renovación de un tramo de plataforma de vía de balasto a hormigón y la sustitución de un desvío existente que databa del año 1995 por uno de nueva tecnología que conecta la línea 6 con las cocheras subterráneas de Ciudad Universitaria.
Desde el 4 de julio de 2015, Metro de Madrid volvió a realizar trabajos de mejora como continuación de las obras realizadas durante el verano de 2015 entre las estaciones de Puerta del Ángel y Oporto para modernizar el sistema de vía, obligando a la supresión del servicio en las estaciones de Alto de Extremadura, Lucero, Laguna (sólo Metro) y Carpetana. Las obras se prolongaron hasta mediados de septiembre y se realizaron trabajos de renovación de la superestructura y de los aparatos de vía en parte de la línea, pasando de una vía en balasto a una vía en placa. Durante el periodo de duración de las obras, hubo un servicio de autobuses sustitutivo que realizó el mismo recorrido que el tramo cerrado.
El 1 de diciembre de 2018 la estación de Metropolitano pasa a llamarse Vicente Aleixandre para evitar confusiones con la estación de línea 7 de Estadio Metropolitano.
Entre el 1 y el 31 de julio de 2021 el tramo entre Pacífico y Sainz de Baranda permaneció cerrado al público por obras, circulando un Servicio Especial de autobús entre las estaciones con parada en Conde de Casal.
Entre el 30 de julio de 2022 y el 9 de septiembre de 2022 el tramo Sainz de Baranda - Nuevos Ministerios permaneció cortado por obras. En su lugar, se habilitó un servicio especial de autobús sin coste para el viajero y con parada en el entorno de las estaciones afectadas.
El 10 de julio de 2024, Metro de Madrid anunció la automatización de la línea para 2027, lo que supondrá el cierre de la línea en dos fases. La primera entre las estaciones de Moncloa y Méndez Álvaro, de junio a septiembre de 2025, y la segunda de Moncloa a Legazpi de septiembre a diciembre de 2025 cerrándose la estación Arganzuela-Planetario dos veces. La automatización traerá nuevas unidades, las serie 10.000.
A partir del 9 de marzo de 2025, y de domingo a jueves, la línea adelanta su cierre a las doce de la noche con motivo de los trabajos preliminares previos al cierre de la línea para su automatización. Los viernes y sábados tendrá servicio normal, cerrando a la 1:30. Se dispondrá de un servicio especial de autobús sustitutivo gratuito (líneas SC1 y SC2).
A partir del 31 de mayo de 2025, la línea cerrará el tramo comprendido entre Moncloa y Méndez Álvaro hasta el 5 de septiembre, una semana antes de lo inicialmente planeado, como parte de las obras de automatización de la línea. Durante este periodo, se implementará un servicio especial de autobuses gratuitos para los usuarios del transporte público. El servicio especial de autobuses funcionará en el mismo horario que el metro, de 6:05 a 1:30 horas, con una frecuencia de paso de entre tres y cinco minutos. El arco este seguirá adelantando su cierre a las doce de la noche para continuar los trabajos preliminares previos en este tramo, manteniendo otro servicio especial de autobuses nocturno. En la segunda fase de las obras, que comenzará el 6 de septiembre y se prolongará hasta el 31 de diciembre de 2025, se cerrará el tramo entre Moncloa y Legazpi con las mismas condiciones que en la fase 1. La estación de Arganzuela-Planetario permanecerá cerrada en ambas fases, disponiendo sus usuarios de la línea urbana 180 para desplazarse hasta Legazpi. De igual modo, la línea SE3 de la EMT Madrid ampliará su horario de servicio en previsión de la demanda de viajeros causada por la coincidencia de estas obras y las del soterramiento de la autovía A-5. 
Este ambicioso proyecto de automatización, con una inversión superior a los 800 millones de euros, incluye la retirada del balasto, traviesas y carriles actuales, así como el desamiantado de estaciones. Se espera que la Línea 6 se convierta en la primera línea automatizada de la red en 2027, operando sin maquinistas y mejorando la eficiencia y capacidad del servicio.

## Recorrido

Recorrido de la línea 6

La línea 6 ejerce una función principalmente vertebradora, permitiendo la conexión entre barrios de la periferia sin necesidad de pasar por el centro de Madrid. Recorre las llamadas "rondas" de la capital, entre las estaciones de Príncipe Pío y Legazpi (por el lado norte). En la otra mitad del círculo, se desmarca ligeramente del centro de la ciudad para dar servicio a zonas muy pobladas de los distritos Latina y Carabanchel. Conecta con:
- Línea 1 en las estaciones Cuatro Caminos y Pacífico.
- Línea 2 en las estaciones Cuatro Caminos y Manuel Becerra.
- Línea 3 en las estaciones Moncloa, Argüelles y Legazpi.
- Línea 4 en las estaciones Argüelles y Avenida de América, así como en Diego de León mediante correspondencia larga.
- Línea 5 en las estaciones Oporto y Diego de León.
- Línea 7 en las estaciones Avenida de América y Guzmán el Bueno.
- Línea 8 en la estación Nuevos Ministerios.
- Línea 9 en las estaciones Avenida de América y Sainz de Baranda.
- Línea 10 en las estaciones Nuevos Ministerios y Príncipe Pío.
- Línea 11 en la estación Plaza Elíptica.
- Ramal en la estación Príncipe Pío.
- Cercanías Renfe Madrid en las estaciones Nuevos Ministerios, Príncipe Pío, Laguna y Méndez Álvaro.
- Autobuses interurbanos del corredor 2 en las estaciones Avenida de América y Méndez Álvaro, del corredor 3 en las estaciones Conde de Casal y Méndez Álvaro, del corredor 4 en las estaciones Méndez Álvaro, Legazpi, Plaza Elíptica, Oporto y Opañel, del corredor 5 en las estaciones Méndez Álvaro, Príncipe Pío y Moncloa, y del corredor 6 en la estación Moncloa.

## Estaciones
Las estaciones marcadas con fondo amarillo permanecen cerradas por obras de automatización, exceptuando aquellas con enlaces a otras líneas, donde solo cierran los andenes propios de línea 6.
| Estación              | Acc. | Enlaces | Apertura              | Distrito        | Esquema de vías | Notas                                                                                                   |
| --------------------- | ---- | ------- | --------------------- | --------------- | --------------- | --- |
| Laguna                |      |         | 1 de junio de 1983    | Latina          |                 | |
| Lucero                |      |         | 10 de mayo de 1995    | Latina          |                 | |
| Alto de Extremadura   |      |         | 10 de mayo de 1995    | Latina          |                 | |
| Puerta del Ángel      |      |         | 10 de mayo de 1995    | Latina          |                 | |
| Príncipe Pío          |      |         | 10 de mayo de 1995    | Moncloa-Aravaca |                 | Anteriormente Estación del Norte (1925-1995) Las vías de la línea 6 se sitúan entre las de la línea 10. |
| Argüelles             |      |         | 10 de mayo de 1995    | Moncloa-Aravaca |                 | |
| Moncloa               |      |         | 10 de mayo de 1995    | Moncloa-Aravaca |                 | |
| Ciudad Universitaria  |      |         | 13 de enero de 1987   | Moncloa-Aravaca |                 | |
| Vicente Aleixandre    |      |         | 13 de enero de 1987   | Moncloa-Aravaca |                 | Anteriormente Metropolitano (1987-2018)                                                                 |
| Guzmán el Bueno       |      |         | 13 de enero de 1987   | Chamberí        |                 | |
| Cuatro Caminos        |      |         | 11 de octubre de 1979 | Chamberí        |                 | |
| Nuevos Ministerios    |      |         | 11 de octubre de 1979 | Chamberí        |                 | |
| República Argentina   |      |         | 11 de octubre de 1979 | Chamartín       |                 | |
| Avenida de América    |      |         | 11 de octubre de 1979 | Chamartín       |                 | |
| Diego de León         |      |         | 11 de octubre de 1979 | Salamanca       |                 | |
| Manuel Becerra        |      |         | 11 de octubre de 1979 | Salamanca       |                 | |
| O'Donnell             |      |         | 11 de octubre de 1979 | Salamanca       |                 | |
| Sainz de Baranda      |      |         | 11 de octubre de 1979 | Retiro          |                 | |
| Conde de Casal        |      | ()      | 11 de octubre de 1979 | Retiro          |                 | Ampliación de línea 11 en construcción                                                                  |
| Pacífico              |      |         | 11 de octubre de 1979 | Retiro          |                 | |
| Méndez Álvaro         |      |         | 7 de mayo de 1981     | Arganzuela      |                 | |
| Arganzuela-Planetario |      |         | 26 de enero de 2007   | Arganzuela      |                 | |
| Legazpi               |      |         | 7 de mayo de 1981     | Arganzuela      |                 | |
| Usera                 |      |         | 7 de mayo de 1981     | Usera           |                 | |
| Plaza Elíptica        |      |         | 7 de mayo de 1981     | Usera           |                 | |
| Opañel                |      |         | 7 de mayo de 1981     | Carabanchel     |                 | Anteriormente Elvas (1981-1984).                                                                        |
| Oporto                |      |         | 7 de mayo de 1981     | Carabanchel     |                 | |
| Carpetana             |      |         | 1 de junio de 1983    | Carabanchel     |                 | |

## Curiosidades
- Junto con la línea 1, y la parte perteneciente a MetroEste de la L7 (conocida como L7B), es la única línea que tiene el sistema de CBTC. Este sistema permite el aumento de trenes en circulación y la disminución del espacio entre trenes con seguridad.

- El suelo de los andenes de Ciudad Universitaria y Guzmán el Bueno está decorado con motivos que hacen alusión a los nombres de dichas estaciones.

- Al ser circular, cuando se habla de sentido de la vía, no se puede hacer referencia a la estación cabecera de línea a la que se dirige (como sucede en cualquier otra línea de la red). Por tanto, al coger la línea debemos ir al andén 1 o al andén 2. En un principio, para saber qué andén es, al viajero no le queda otra que mirar las indicaciones pertinentes en las estaciones; lo cual hace inútil los avisos a la entrada de la estación del tiempo de llegada de los próximos trenes de cada andén.

- En un principio, el material móvil destinado a sustituir a la serie 5000-1.ª era la subserie 9400, la cual es una variante bitensión de la serie 9000 que circula por la Línea 7, encargada al fabricante italiano Ansaldobreda. Dada la controversia causada por la adquisición de la serie 7000 con anterioridad, y vistos sus malos resultados y su alto índice de averías a pesar de ser una serie reciente, se decidió seguir adelante con la compra. Mientras se esperaba la recepción de los trenes, Metro decidió hacer pruebas con la subserie 7400, también bitensión. El 12 de mayo de 2009, la unidad compuesta por los coches M-7433 a M-7438 descarriló en la estación de Moncloa en servicio de viajeros, sin que hubiera que lamentar daños personales pero sí estructurales, ya que parte del andén 2 de Moncloa quedó destrozado. Este hecho causó la suspensión de la compra de la serie 9400 cuando ya se habían entregado 7 unidades de las 25 aproximadamente previstas, y la prohibición de circulación de estos trenes de las series 7400 y 9400 por la línea 6. Metro de Madrid convocó un concurso público que finalmente ganó CAF, con la segunda generación de su ya conocida serie 8000. La serie 7400 pasó por diversas líneas hasta prestar servicio a día de hoy en las líneas 9 y 10, mientras que los trenes 9400, aunque llegaron a estar en la línea 6 antes del accidente anteriormente citado, pasaron a circular exclusivamente por la línea 10, y recientemente a hacerlo en la línea 9, la cual sufre de falta de material a causa de la venta de la serie 6000 al Subte de Buenos Aires.